# 扁面蛸
扁面蛸（学名：Opisthoteuthis depressa）为面蛸科面蛸属的动物。分布于日本群岛南部海域，包括东海、南海等海域，生活环境为海水，常见于四五百米的深海区。其生存的海拔范围为-1074至-60米。该物种的模式产地在日本相模湾。